# (1169) Alwine
(1169) Alwine – planetoida z pasa głównego asteroid okrążająca Słońce w ciągu 3 lat i 195 dni w średniej odległości 2,32 au. Została odkryta 30 sierpnia 1930 roku w Landessternwarte Heidelberg-Königstuhl w Heidelbergu przez Maxa Wolfa i Mario Ferrero. Nazwa planetoidy pochodzi od Alwine, niemieckiego imienia żeńskiego, nie wiadomo jednak, czy nadano ją na cześć konkretnej osoby. Przed nadaniem nazwy planetoida nosiła oznaczenie tymczasowe (1169) 1930 QH.